# Crocidura foetida kelabit
Crocidura foetida kelabit is een ondersoort van de spitsmuis Crocidura foetida die voorkomt in het Kelabit-gebied van Noordoost-Sarawak (Borneo, Maleisië). Hij lijkt sterk op de Filipijnse C. palawanensis, die een wat grotere schedel heeft. Deze ondersoort is te herkennen aan zijn lange staart en gebrek aan borstelharen op de staart. De vacht is lang, dicht en donker. De kop-romplengte bedraagt 65 tot 84 mm, de staartlengte 71 tot 83 mm, de achtervoetlengte 15 tot 16 mm, de schedellengte 23,1 tot 24,1 mm en het gewicht rond de 11,4 g.